# Coelogyne squamulosa
Coelogyne squamulosa är en orkidéart som beskrevs av Johannes Jacobus Smith.
Coelogyne squamulosa ingår i släktet Coelogyne och familjen orkidéer. Inga underarter finns listade i Catalogue of Life.